# Bang Phai, Nonthaburi
Bang Phai (tiếng Thái: บางไผ่, phát âm [bāːŋ pʰàj]) là một trong mười phó huyện (tambon) của huyện Mueang Nonthaburi, thuộc tỉnh Nonthaburi, Thái Lan. Phó huyện xung quanh (theo chiều kim đồng hồ) là Bang Si Mueang, Suan Yai (dọc theo Sông Chao Phraya), Bang Kruai và Bang Si Thong. Vào năm 2020, tổng dân số ở đây là 12.482 người.

## Phân cấp hành chính

### Hành chính trung tâm
Phó huyện được chia thành 5 làng (muban).
| No. | Tên                | Tiếng Thái  |
| --- | ------------------ | ----------- |
| 01. | Ban Bang Phai      | บ้านบางไผ่    |
| 02. | Ban Bang Phai Yai  | บ้านบางไผ่ใหญ่ |
| 03. | Ban Bang Phai Yai  | บ้านบางไผ่ใหญ่ |
| 04. | Ban Bang Phai Noi  | บ้านบางไผ่น้อย |
| 05. | Ban Thong Na Prang | บ้านทองนาปรัง |

### Hành chính địa phương
Toàn bộ khu vực phó huyện được bảo phủ bởi tổ chức hành chính phó huyện Bang Phai (tiếng Thái: องค์การบริหารส่วนตำบลบางไผ่).